# Calma (canción)
«Calma» es una canción del cantante puertorriqueño Pedro Capó. La canción fue coescrita por Capó, George Noriega y Gabriel Edgar González Pérez. Después fue lanzada el 5 de octubre de 2018 la versión Remix con Farruko. El 19 de abril de 2019 fue lanzado una versión en segundo Remix con la participación de Alicia Keys.

## Lanzamiento
Desde su lanzamiento, la canción se ha convertido en un gran éxito, encabezando las listas de Puerto Rico, Argentina, Bolivia, Chile, Colombia, Costa Rica, República Dominicana, El Salvador, Guatemala, México. Panamá, Paraguay, Perú, Uruguay y Venezuela. La canción también recibió una certificación latina de doble platino por parte de la Asociación de Industrias de Grabación de América (RIAA) por vender más de 120,000 copias en el país. Esta canción fue versionada como canción de hinchada por lo simpatizantes de Club Atlético San Lorenzo de Almagro

## Presentaciones en vivo
- El 15 de noviembre de 2018, cantó en los premios Premios Grammy Latinos.
- El 24 de febrero de 2019, en el festival Chile Viña 2019.
- El 7 de julio de 2019, en la ceremonia de clausura en la Copa América 2019, junto a Anitta.

## Video musical
El videoclip del primer remix se estrenó el 5 de octubre de 2018 en una playa de Puerto Rico, teniendo próximo a los dos mil millones de reproducciones en YouTube.

## Listas

### Versión Original
| Listas (2018–19)                      | Mejor posición |
| ------------------------------------- | -------------- |
| Argentina Airplay (Monitor Latino)    | 1              |
| Bolivia (Monitor Latino)              | 1              |
| Chile (Monitor Latino)                | 1              |
| Colombia (Monitor Latino)             | 1              |
| Colombia (National-Report)            | 1              |
| Costa Rica (Monitor Latino)           | 1              |
| Ecuador (Monitor Latino)              | 2              |
| Ecuador (National-Report)             | 3              |
| El Salvador (Monitor Latino)          | 1              |
| Eslovenia (SloTop50)                  | 21             |
| Francia (SNEP)                        | 16             |
| Guatemala (Monitor Latino)            | 1              |
| Honduras (Monitor Latino)             | 3              |
| México (Monitor Latino)               | 3              |
| Nicaragua (Monitor Latino)            | 2              |
| Panamá (Monitor Latino)               | 1              |
| Paraguay (Monitor Latino)             | 1              |
| Perú (Monitor Latino)                 | 1              |
| Portugal (AFP)                        | 19             |
| República Dominicana (Monitor Latino) | 1              |
| Suiza (Schweizer Hitparade)           | 2              |
| Uruguay (Monitor Latino)              | 1              |
| Venezuela (Monitor Latino)            | 2              |
| Venezuela (National-Report)           | 2              |

### Version Remix
| Listas (2018–19)                      | Mejor posición |
| ------------------------------------- | -------------- |
| Argentina (Argentina Hot 100)         | 1              |
| Argentina Airplay (Monitor Latino)    | 1              |
| Bolivia (Monitor Latino)              | 2              |
| Brasil (Top 10 Pop Internacional)     | 4              |
| Chile (Monitor Latino)                | 1              |
| Colombia (Monitor Latino)             | 1              |
| Costa Rica (Monitor Latino)           | 1              |
| Ecuador (Monitor Latino)              | 2              |
| El Salvador (Monitor Latino)          | 1              |
| España (PROMUSICAE)                   | 2              |
| Estados Unidos (Hot Latin Songs)      | 6              |
| Guatemala (Monitor Latino)            | 1              |
| Honduras (Monitor Latino)             | 2              |
| Italia (FIMI)                         | 2              |
| México (Monitor Latino)               | 6              |
| México Airplay (Billboard)            | 1              |
| Nicaragua (Monitor Latino)            | 2              |
| Panamá (Monitor Latino)               | 1              |
| Paraguay (Monitor Latino)             | 1              |
| Perú (Monitor Latino)                 | 1              |
| República Dominicana (Monitor Latino) | 3              |
| Suecia Heatseeker (Sverigetopplistan) | 2              |
| Uruguay (Monitor Latino)              | 1              |
| Venezuela (Monitor Latino)            | 1              |

Notas
1. ↑  Los picos de las listas de Monitor Latino se miden los datos combinados entre la versión original y la versión remix de Farruko a partir de la semana del 11 de febrero de 2019.

## Certificaciones
| País                                                             | Certificación      | Ventas                   |
| ---------------------------------------------------------------- | ------------------ | ------------------------ |
| España (PROMUSICAE)                                              | Platino            | 40 000 (Versión remix)   |
| Estados Unidos                                                   | 2× Platino (Latin) | 120 000^                 |
| Estados Unidos                                                   | 11× Platino        | 660 000^ (Versión remix) |
| Italia (FIMI)                                                    | Platino            | 50 000                   |
| México5                                                          | Platinum+Gold      | 90 000^ (Versión remix)  |
| ^ cifras de envíos sobre la base de la certificación por sí sola |                    |                          |